# مطار روتافارا
مطار روتافارا ( (بالفنلندية: Rautavaaran lentokenttä)‏ أو Rautavaaran lentokeskus ) (إيكاو: EFRA) هو مطار في راوتافارا، فنلندا، يبعد حوالي 15 كيلومتر (9 ميل) جنوب غرب مركز بلدية روتافارا.

## روابط خارجية
- VFR Suomi / فنلندا - مطار روتافارا
- Lentopaikat.net - مطار روتافارا باللغة الفنلندية
- مطار روتافارا باللغة الفنلندية